# Tine Scheuer-Larsen
Tine Scheuer-Larsen (Ølstykke, 13 maart 1966) is een voormalig tennisspeelster uit Denemarken.
Zij kwam tussen 1981 en 1996 58 maal uit voor Denemarken op de Fed Cup, zowel in het enkel- als in het dubbelspel – zij behaalde daar een winst/verlies-balans van 33–25.
Scheuer-Larsen is een van de weinige spelers die een golden set gewonnen heeft, toen zij tijdens de Fed Cup van 1995 tegen de Botswaanse Mmaphala Letsatle speelde – doordat ook de tweede set in 6–0 eindigde, presteerde de Deense tevens een dubbele bagel.
In het enkelspel bereikte zij eenmaal een WTA-finale, in 1986 op het toernooi van Wild Dunes – zij verloor die van de Amerikaanse Elise Burgin. Haar beste resultaat op de grandslamtoernooien is het bereiken van de vierde ronde, op Roland Garros in 1985. Haar hoogste notering op de WTA-ranglijst is de 34e plaats, die zij bereikte in september 1986.
Scheuer-Larsen behaalde in het dubbelspel betere resultaten dan in het enkelspel. Zij won zeven WTA-dubbelspeltitels, waarvan drie met de Argentijnse Mercedes Paz. Haar beste resultaat op de grandslamtoernooien is het bereiken van de kwartfinale, op Roland Garros 1989, samen met Française Catherine Tanvier. Haar hoogste notering op de WTA-ranglijst is de veertiende plaats, die zij bereikte in oktober 1988.
In het gemengd dubbelspel bereikte zij in 1987 de halve finale op Roland Garros, met landgenoot Michael Mortensen aan haar zijde.

## Posities op deWTA-ranglijst
Positie per einde seizoen:
| jaar | rang enkelspel | rang dubbelspel |
| ---- | -------------- | --------------- |
| 1983 | 163            | –               |
| 1984 | 73             | –               |
| 1985 | 52             | –               |
| 1986 | 44             | 37              |
| 1987 | 129            | 22              |
| 1988 | 120            | 26              |
| 1989 | 121            | 53              |
| 1990 | 180            | 65              |
| 1991 | 335            | 194             |

## Palmares

### WTA-finaleplaatsen enkelspel
| nr.              | finale     | toernooi       | ondergrond | tegenstandster | score    |
| ---------------- | ---------- | -------------- | ---------- | -------------- | -------- |
| gewonnen finales |            |                |            |                |          |
| geen             |            |                |            |                |          |
| verloren finales |            |                |            |                |          |
| 1.               | 1986-04-26 | WTA Charleston | gravel     | Elise Burgin   | 1-6, 3-6 |

### WTA-finaleplaatsen vrouwendubbelspel
| nr.              | finale     | toernooi        | ondergrond    | partner            | tegenstandsters                    | score         |
| ---------------- | ---------- | --------------- | ------------- | ------------------ | ---------------------------------- | ------------- |
| gewonnen finales |            |                 |               |                    |                                    |               |
| 1.               | 1987-04-05 | WTA Charleston  | gravel        | Laura Gildemeister | Mercedes Paz Candy Reynolds        | 6-4, 6-4      |
| 2.               | 1987-07-12 | WTA Båstad      | gravel        | Penny Barg         | Sandra Cecchini Patricia Tarabini  | 6-1, 6-2      |
| 3.               | 1988-07-17 | WTA Brussel     | gravel        | Mercedes Paz       | Katerina Maleeva Raffaella Reggi   | 7-6, 6-1      |
| 4.               | 1988-07-31 | WTA Hamburg     | gravel        | Jana Novotná       | Andrea Betzner Judith Wiesner      | 6-4, 6-2      |
| 5.               | 1989-04-30 | WTA Barcelona   | gravel        | Jana Novotná       | Arantxa Sánchez Judith Wiesner     | 6-2, 2-6, 7-6 |
| 6.               | 1989-07-30 | WTA Båstad      | gravel        | Mercedes Paz       | Sabrina Goleš Katerina Maleeva     | 6-2, 7-5      |
| 7.               | 1990-07-15 | WTA Båstad      | gravel        | Mercedes Paz       | Carin Bakkum Nicole Jagerman       | 6-3, 6-7, 6-2 |
| verloren finales |            |                 |               |                    |                                    |               |
| 1.               | 1985-10-20 | WTA Filderstadt | hardcourt (i) | Carina Karlsson    | Hana Mandlíková Pam Shriver        | 2-6, 1-6      |
| 2.               | 1986-07-20 | WTA Bregenz     | gravel        | Sabrina Goleš      | Petra Huber Petra Keppeler         | 2-6, 4-6      |
| 3.               | 1986-10-05 | WTA Hilversum   | tapijt (i)    | Catherine Tanvier  | Kathy Jordan Helena Suková         | 5-7, 1-6      |
| 4.               | 1986-10-26 | WTA Brighton    | tapijt (i)    | Catherine Tanvier  | Steffi Graf Helena Suková          | 4-6, 4-6      |
| 5.               | 1987-05-17 | WTA Berlijn     | gravel        | Catarina Lindqvist | Claudia Kohde-Kilsch Helena Suková | 1-6, 2-6      |
| 6.               | 1987-10-25 | WTA Brighton    | tapijt (i)    | Catherine Tanvier  | Kathy Jordan Helena Suková         | 5-7, 1-6      |
| 7.               | 1988-02-28 | WTA Oklahoma    | tapijt (i)    | Catarina Lindqvist | Jana Novotná Catherine Suire       | 4-6, 4-6      |

## Resultaten grandslamtoernooien
| Legenda | Legenda                          |
| ------- | -------------------------------- |
| g.t.    | geen toernooi gehouden           |
| l.c.    | lagere categorie                 |
| –       | niet deelgenomen                 |
| G       | uitgeschakeld in de groepsfase   |
| 1R      | uitgeschakeld in de eerste ronde |
| 2R      | uitgeschakeld in de tweede ronde |
| 3R      | uitgeschakeld in de derde ronde  |
| 4R      | uitgeschakeld in de vierde ronde |
| KF      | uitgeschakeld in de kwartfinale  |
| HF      | uitgeschakeld in de halve finale |
| F       | de finale verloren               |
| W       | het toernooi gewonnen            |
| w-v     | winst/verlies-balans             |

### Enkelspel
| toernooi        | 1984 | 1985 | 1986 | 1987 | 1988 | 1989 | 1990 |
| --------------- | ---- | ---- | ---- | ---- | ---- | ---- | ---- |
| Australian Open | 1R   | –    | g.t. | –    | –    | –    | 1R   |
| Roland Garros   | 2R   | 4R   | 3R   | 2R   | 2R   | 1R   | –    |
| Wimbledon       | 1R   | 1R   | 2R   | 2R   | 1R   | 2R   | –    |
| US Open         | 2R   | 1R   | 3R   | 1R   | 1R   | 2R   | –    |

### Vrouwendubbelspel
| toernooi        | 1984 | 1985 | 1986 | 1987 | 1988 | 1989 | 1990 | 1991 |
| --------------- | ---- | ---- | ---- | ---- | ---- | ---- | ---- | ---- |
| Australian Open | –    | –    | g.t. | –    | –    | –    | 1R   | –    |
| Roland Garros   | –    | 1R   | 1R   | 2R   | 2R   | KF   | 2R   | 1R   |
| Wimbledon       | –    | 2R   | 2R   | 1R   | 3R   | 1R   | 1R   | 2R   |
| US Open         | 3R   | 2R   | 1R   | 1R   | 3R   | 1R   | –    | –    |

### Gemengd dubbelspel
| toernooi        | 1984 |      | 1986 | 1987 | 1988 | 1989 | 1990 |
| --------------- | ---- | ---- | ---- | ---- | ---- | ---- | ---- |
| Australian Open | –    | g.t. | –    | –    | –    | –    |      |
| Roland Garros   | –    | 3R   | HF   | 3R   | 1R   | KF   |      |
| Wimbledon       | 1R   | 2R   | KF   | 3R   | 3R   | 1R   |      |
| US Open         | –    | KF   | 1R   | –    | –    | –    |      |